# 毛利就隆
毛利 就隆（もうり なりたか）は、江戸時代前期の大名。周防国下松藩・徳山藩初代藩主。就隆系毛利家初代。毛利輝元の次男で、母は児玉元良の娘・清泰院。正室は長府藩主・毛利秀元の娘・松菊子、継室は中川重政の娘・禅海院。

## 生涯

### 幼少期
慶長7年（1602年）9月3日、毛利輝元の二男として、京都の伏見（山城国紀伊郡伏見村藤森里）で生まれる。幼名は百助。
慶長9年（1604年）閏8月1日、母・清泰院（二の丸殿）が死去し、同年11月11日に輝元が山口から工事中の萩城へ移って、就隆も11月13日に萩へ移った。
慶長16年（1611年）9月28日、駿府で大御所・徳川家康に初めて拝謁し、白銀1000両と肴10種を献上した。
同年10月17日、江戸で将軍・徳川秀忠に拝謁し、秀忠から「体格が良い」と声をかけられている。これ以降、兄・秀就の代わりに証人として、江戸へ滞在することとなった。
慶長20年（1615年）、大坂夏の陣で豊臣氏が滅亡すると、同年7月1日に天下一統の祝儀として太刀と馬代を家康と秀忠に献上した。
元和2年（1616年）4月17日、家康が死去すると、銅の灯籠1基を献上した。
元和3年（1617年）、秀忠の上洛に伴って就隆も上洛し、7月1日に二条城において堆朱の文台と銀の香炉を献上した。
元和4年（1618年）6月、江戸を発って萩へ帰国し、7月に元服する。兄の秀就から「就」の偏諱を与えられ、祖父の隆元からも1字を取って「就隆」と名乗る。

### 下松藩成立
元和3年（1617年）4月28日、秀就から周防国都濃郡に3万1473石8斗3升9合を内分分知され、付家老として桂元綱と神村元種が派遣された。
就隆に当初与えられた所領は山間部の村々が多かったことから、就隆は輝元と秀就に領地替えを再三申し出て、元和7年（1621年）12月2日に領地替えを許可された。この領地替えによって、当初与えられていた串浜、久米村、末武村、下谷村、須々万村、中須村、切山村、莇地村、須万村のうちの金峰と兼田を萩藩へ返還し、周防国都濃郡の富田村、矢地村、福川村、大向村、四熊村、大道理村、周防国佐波郡の富海村、長門国阿武郡の奈古村、大井村が新たに与えられ、所領は3万1072石3斗8升2合2勺となった。石高こそ約400石減少しているが、山間部と海岸部との交換であるため、実質的には有利になっている。
寛永8年（1631年）、下松の館邸が竣工し、寛永11年（1634年）3月19日に就隆への分知が幕府から公認されて下松藩の初代藩主となった。

### 秀元の娘・松菊子との婚姻
元和7年（1621年）7月9日、毛利秀元の娘・松菊子と婚姻し、正室とした。これは、毛利家の結束を強めたい毛利輝元の意向によるもので、繁沢元景が媒酌した。
だが、就隆と松菊子の夫婦仲は良好ではなく、寛永元年（1624年）の離縁騒動ではそのことが将軍・徳川家光の耳に入るほどであった。2人の不仲を知った輝元と秀就は、就隆と松菊子に対して夫婦仲良くするよう諭した。就隆と松菊子は説得に応じ、就隆は同年10月14日に起請文を書いている。

### 萩藩からの独立騒動
寛永11年（1634年）7月、将軍・徳川家光が諸大名に改めて領知朱印状を与えるために江戸へ上る。これを好機と見た毛利秀元は、家光に直接自らの所領を安堵してもらうことで萩藩からの独立を図り、これに就隆も同調した。秀元は縁戚の永井尚政 の協力を受け、老中の土井利勝と酒井忠勝にたびたび密かに面会し、水面下で独立運動を展開した。
同年閏7月11日、領知朱印状の交付に先立ち、萩藩の公儀人である福間就辰は、老中の土井利勝と酒井忠勝から従来の領知朱印状の写しを朱印改奉行に提出することを求められた。福間就辰は朱印改奉行の永井尚政、安藤重政、内藤忠重に朱印状の写しを提出したところ、永井尚政は朱印状の原本を拝見したいと福間就辰に依頼した。この不審な対応に対し福間就辰は、今回の朱印改に乗じて毛利秀元の知行が萩藩の内分知であるとする文言を書き変えるつもりではないかと推測している。
秀元と就隆の動きを察知した秀就は、朱印改奉行の永井尚政、安藤重政、内藤忠重の3名に使者を派遣すると共に自ら土井利勝を訪ね、従来通り周防・長門2か国の領知朱印状を頂きたいと依頼した。さらに懇意にしていた大目付の柳生宗矩にも協力を依頼した。
閏7月16日、二条城に登城した秀就は、従来通り周防・長門2か国の領知朱印状を受け取った。これにより秀元と就隆が企てた萩藩からの独立は阻止され、以後、江戸時代を通して本藩と支藩の関係は変わらなかった。
寛永12年（1635年）、幕府から半蔵門の手伝普請を命じられた秀就は、秀元と就隆に負担役の分担を指示したが、秀元と就隆は在江戸の頃には負担役の分担を免除されていたこと を理由に普請役の分担を拒否。
これに対して秀就は、普請役の免除は毛利輝元と幕府の間で特別に取り決められたものであるため、現状では通用するものではないと反論したものの、問題を大きくすることを嫌って独力で普請を終えた。普請を終えた秀就は老中の土井利勝と松平信綱に対して、今後秀元と就隆が普請役の分担を拒否した場合は幕府からも強く分担を指示するように依頼し、土井利勝と松平信綱は秀就の依頼に理解を示した。また、事態を見かねた柳生宗矩と永井尚政が秀就と秀元の仲介となり、久留米藩主の有馬豊氏と旗本の安藤定智が秀就と就隆の仲介となることで三者の和解が成立した。

### 長府藩との不和
寛永15年（1638年）6月15日、就隆は初めて下松の館邸に入り、6月末から7月上旬にかけて萩で秀就に面会し、8月には長府で秀元と面会した。更に同年12月には秀元が参勤の途中で下松に立ち寄って就隆に会うなど、この時期の下松藩と長府藩の関係は穏やかであった。
寛永17年（1640年）春、就隆に嫌気が差した正室・松菊子が秀元の屋敷へ立ち退き、そのまま離縁するよう要求する事件が発生した。以前から就隆と松菊子の不仲を案じていた秀就は、児玉元恒と福間就辰を秀元の屋敷に派遣して事情を問い質すと共に、正室の松菊子から離縁を申し渡せば就隆の面目が潰れるため、秀元にも松菊子の説得を依頼した。
寛永元年の離縁騒動では際には説得に応じた松菊子だったが、この時は断固として説得を受け入れず、「今度こそは死を以ても断る」とまで主張したため、秀元は説得を諦め、離縁するほかないと秀就へ伝えた。しかし、亡き輝元が取り決めた就隆と松菊子の縁組を離縁したくない秀就は、引き続きの説得を秀元に依頼すると共に、国司就正と福間就辰を派遣して説得を試み、更には松菊子に銀100枚を贈って秀元と共に懸命な説得を続けたが、寛永19年（1643年）には離縁が決定した。
寛永11年（1634年）の独立騒動以降、連携を深めていた就隆と秀元は、この離縁騒動によって不和となってしまった。

### 徳山藩へ
正保2年（1645年）5月3日、屋敷構えが悪いことを理由として、下松から野上（後の徳山）への移転を幕府に願い出ることを秀就に依頼した。
慶安元年（1648年）6月15日、幕府から野上への移転の許可が下りた。
同年11月19日、野上館邸の新築鍬初を執り行い、慶安2年（1649年）10月22日に落成した。
慶安3年（1650年）6月10日、初めて野上館邸へ入り、同年9月28日に野上を「徳山」と改称して、「徳山藩」が成立した。
承応元年（1652年）、徳山藩士に屋敷地を割り渡し、移転料を支給した。
万治元年（1658年）、時鐘を設置し、9月10日卯の刻（午前6時）に初めて鐘をついた。
延宝5年（1677年）7月、町方支配のために町方法度を定め、閏12月16日に藩札の発行を決定した。
延宝7年（1679年）8月8日、就隆は江戸三田の藩邸で死去した。享年78。跡を五男の元賢が後を継いだ。法号は発性院殿忽生本然大居士。墓所は山口県周南市舞車の聚福山大成寺。

## 人物
- 就隆は輝元の実子かつ末子であったために甘やかされて育ったことから、初めは自由奔放で贅沢好きな人物であったが、後に負担を領民に押し付けることを恥じて、以後殖産興業や新田開発による税収増加に努めた。特に米・塩・紙の生産に力を注いだことから「三白政策」とも呼ばれている。一方で手伝普請に悩む兄の秀就が藩主を務める萩藩からの協力要請を財政難を理由に拒否し、これが後の元次時代の徳山藩改易にまで発展する、萩藩との軋轢の初めとなる。
- 就隆は幼い頃より能に親しんでおり、10歳で既に萩城の能舞台で能を演じている。慶長18年（1613年）には謡本「楊貴妃」を書き写した。この謡本は現存しており、表紙に蜀江錦が使われ、見返しは金砂子散に、金泥や金箔で雲霞が描かれている。その他にも就隆が書き写した謡本・小謡集も現存している。
- 馬術にも堪能で、寛永元年（1624年）10月7日には3代将軍・徳川家光の乗馬の相手を務め、褒美として駿馬一匹を下賜された。当時馬術において高名であった諏訪部多宮も就隆の腕前に驚嘆するほどであった[10][11]。
- 就隆は周南市の徳山城（徳山陣屋）の跡にある祐綏神社において、祭神として祀られている。また、東京都台東区上野の寛永寺には、就隆が寄進した燈篭が現存している。

## 系譜
- 父：毛利輝元（1553-1625）
- 母：清泰院（1572-1604） - 児玉元良の娘。
- 正室：毛利松菊子（1611-1677） - 毛利秀元の長女。
  - 次女：千福子（1626-1673）- 岸和田藩分家・岡部高成室。寛永3年3月27日（1626年4月23日）に江戸の愛宕下邸で出生。延宝元年6月5日（1673年7月18日）没。享年48。法名は覚性院殿相誉円清大姉。墓所は江戸深川の霊巌寺塔頭・栄寿院。
- 継室：禅海院（?-1681） - 名は加祢子。中川重政の娘。
  - 長男：千代松丸（1663-1668） - 寛文3年1月27日（1663年3月6日）に江戸三田邸で出生。寛文8年4月14日（1668年5月24日）没。享年6。法名は盛岩院殿月庭露心童子。墓所は江戸麻布の春桃院。
  - 次男：岩松丸（1664-1668） - 寛文4年1月27日（1664年2月23日）に江戸三田邸で出生。寛文8年11月6日（1668年12月9日）没。享年5。法名は瑞鳳院殿感嶺宗格童子。墓所は江戸麻布の天真寺。
  - 六女：千代春子（1665-1700） - 下総高岡藩3代藩主・井上政蔽正室。寛文5年1月10日（1665年2月24日）に江戸三田邸で出生。元禄12年11月17日（1700年1月6日）没。享年35。法名は秋葉院殿法順元正大姉。墓所は青松寺。
  - 四男：千寿丸（1669-1673） - 寛文9年5月17日（1669年6月15日）に江戸三田邸で出生。寛文13年4月11日（1673年5月27日）に渋谷下邸で死去。享年5。法名は惺窓涼夢童子。墓所は江戸三田寺町の玉鳳寺。
  - 五男：毛利元賢（1670-1690） - 徳山藩2代藩主。
  - 七女：好春（1672） - 別名は一本作幸春子。寛文12年（1672年）7月に江戸三田邸で出生。同年8月2日（1672年9月22日）没。法名は露英幻華童女。墓所は江戸三田寺町の玉鳳寺。
- 側室：性雲院（?-1705） - 名は銀子。京都の紺屋の娘。元は就隆の継室・禅海院の侍女。宝永元年12月21日（1705年1月16日）没。
  - 三男：毛利元次（1668-1719） - 異母弟・毛利元賢の養子。徳山藩3代藩主。
- 家女房：永心寺殿（?-?） - 名は良子。富山兵部の娘。
  - 長女：伊勢子（1625-1670） - 通称は大河内。寛永2年5月1日（1625年6月5日）に江戸桜田邸で出生。寛文10年1月11日（1670年3月2日）没。享年46。法名は祥光院殿瑞中以松大姉。墓所は周防国都濃郡河内村の松心寺。
  - 三女：吉子（1639-1711） - 大納言・葉室頼孝室。寛永16年7月24日（1639年8月23日）に江戸で出生。宝永8年1月10日（1711年2月26日）没。享年73。法名は長寿院殿天桂照栄大姉。墓所は京都西山の浄住寺。
- 家女房：清涼院（?-?） - 名は滝子。佐藤隆信（出雲守）の娘。
  - 四女：鍋子（?-1676） - 別名は万子。京極高冬（丹後宮津藩2代藩主・京極高広の孫）室。延宝4年11月4日（1676年12月8日）没。法名は芳林院殿妙香日秀大姉。墓所は江戸谷中の瑞輪寺。
  - 五女：竹子（1657-1718） - 別名は房子。安房勝山藩初代藩主・酒井忠国正室。明暦3年（1657年）に江戸三田邸で出生。享保3年10月22日（1718年11月14日）没。享年62。法名は修性院殿玉楼乗鳳大姉。墓所は青松寺。